# Zakřany
Zakřany är en ort i Tjeckien.   Den ligger i regionen Södra Mähren, i den sydöstra delen av landet, 170 km sydost om huvudstaden Prag. Zakřany ligger 378 meter över havet och antalet invånare är 733.
Terrängen runt Zakřany är huvudsakligen platt, men åt sydost är den kuperad. Runt Zakřany är det tätbefolkat, med 411 invånare per kvadratkilometer. Närmaste större samhälle är Zbýšov, 2,4 km sydost om Zakřany. I omgivningarna runt Zakřany växer i huvudsak blandskog.